# ナミヤ雑貨店の奇蹟 再生
『ナミヤ雑貨店の奇蹟 -再生-』（ナミヤざっかてんのきせき さいせい）は、2017年の香港・中国・日本合作映画。東野圭吾の小説『ナミヤ雑貨店の奇蹟』が原作で、同じ原作から作られた日本映画とは別作品である。映画化の許可を得るまでに2年を要している
中国で2017年12月29日に公開された。メインキャラクターが男性3人から男性2人と女性1人に変更されており、時代背景は1993年と2017年になっている。
日本では2018年10月13日公開。

## キャスト
- シャオボー：ワン・ジュンカイ[5]
- トントン：ディルラバ・ディルムラット[5]
- アジェ：ドン・ズージェン[5]
- ハオボー：チン・ハオ[5]
- チン・ラン：リー・ホンチー[5]
- チン・メイ（若い頃）：チェン・ドゥリン[5]
- チン・メイ：ハオ・レイ[5]
- ウー・ミン：ジャッキー・チェン（特別出演）